# Ferenc Gerő

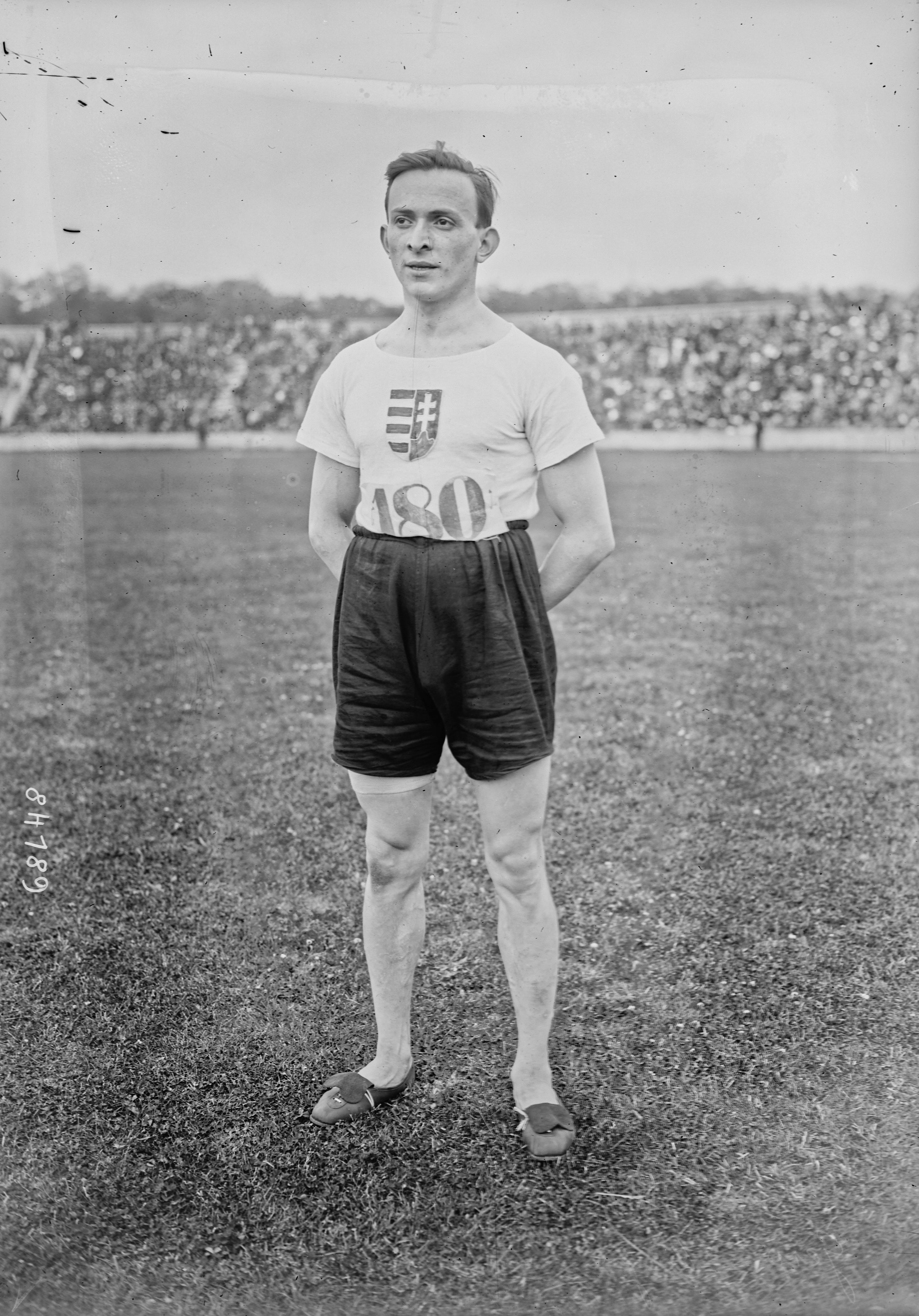
Ferenc Gerö 1923 im Stade Pershing

Ferenc Gerő (* 14. August 1900 in Budapest; † 23. Juni 1974 ebd.) war ein ungarischer Sprinter.
Bei den Olympischen Spielen 1924 in Paris wurde er Vierter in der 4-mal-100-Meter-Staffel und erreichte über 100 und 200 Meter jeweils das Viertelfinale.
1928 schied er bei den Olympischen Spielen in Amsterdam über 100 Meter im Viertelfinale und über 200 Meter sowie in der 4-mal-100-Meter-Staffel im Vorlauf aus.
Fünfmal wurde er Ungarischer Meister über 100 Meter (1921–1924, 1928) und viermal über 200 Meter (1922–1924, 1928).

## Persönliche Bestzeiten
- 100 m: 10,5 s, 19. August 1928, Kassel
- 200 m: 21,8 s, 1932